# Julián Pavón
Julián Pavón Morote va néixer a Ciudad Real. És Doctor Enginyer Industrial per la Universitat Politècnica de Madrid, Llicenciat en Ciències Econòmiques per la Universitat Complutense i en Ciències Socials per la Universitat Pontifícia de Salamanca. Va realitzar els seus estudis de postdoctorat a la Universitat de Califòrnia, a Los Angeles. Ha estat subdirector general del Centre per al Desenvolupament Tecnològic Industrial (CDTI) en el Ministeri d'Indústria, i director del Servei Europa de la Fundació Universitat Empresa. També s'ha exercit com a consultor del Banc Mundial en Polítiques d'Innovació. Actualment, és catedràtic d'Organització d'Empreses a l'ETSI Industrials de la UPM i director de l'escola de negocis CEPADE-IEN d'aquesta mateixa universitat.

## Tesi
Seguidor de les tesis de John Maynard Keynes i altres economistes, creu que la crisi actual és deguda al parasitisme xinès. Xina amb un sistema polític comunista aplica una economia de mercat lliure exportant a la resta del món fent dunping social amb uns costos de producció molt baixos impossibles de superar per occident. Amb les divises obtingudes de la venda dels seus productes presta a interessos molt baixos als països occidentals, fet que ha provocat per una banda l'endeutament desmesurat dels Estats Units i per l'altre la bombolla econòmica.

## Obra
- China. ¿Parásito o dragón?, de Plataforma Editorial.